# Cal Raspall de Renardes
Cal Raspall de Renardes és un mas situat al municipi del Pla del Penedès, a la comarca catalana de l'Alt Penedès.